# دبلوماسية موازية

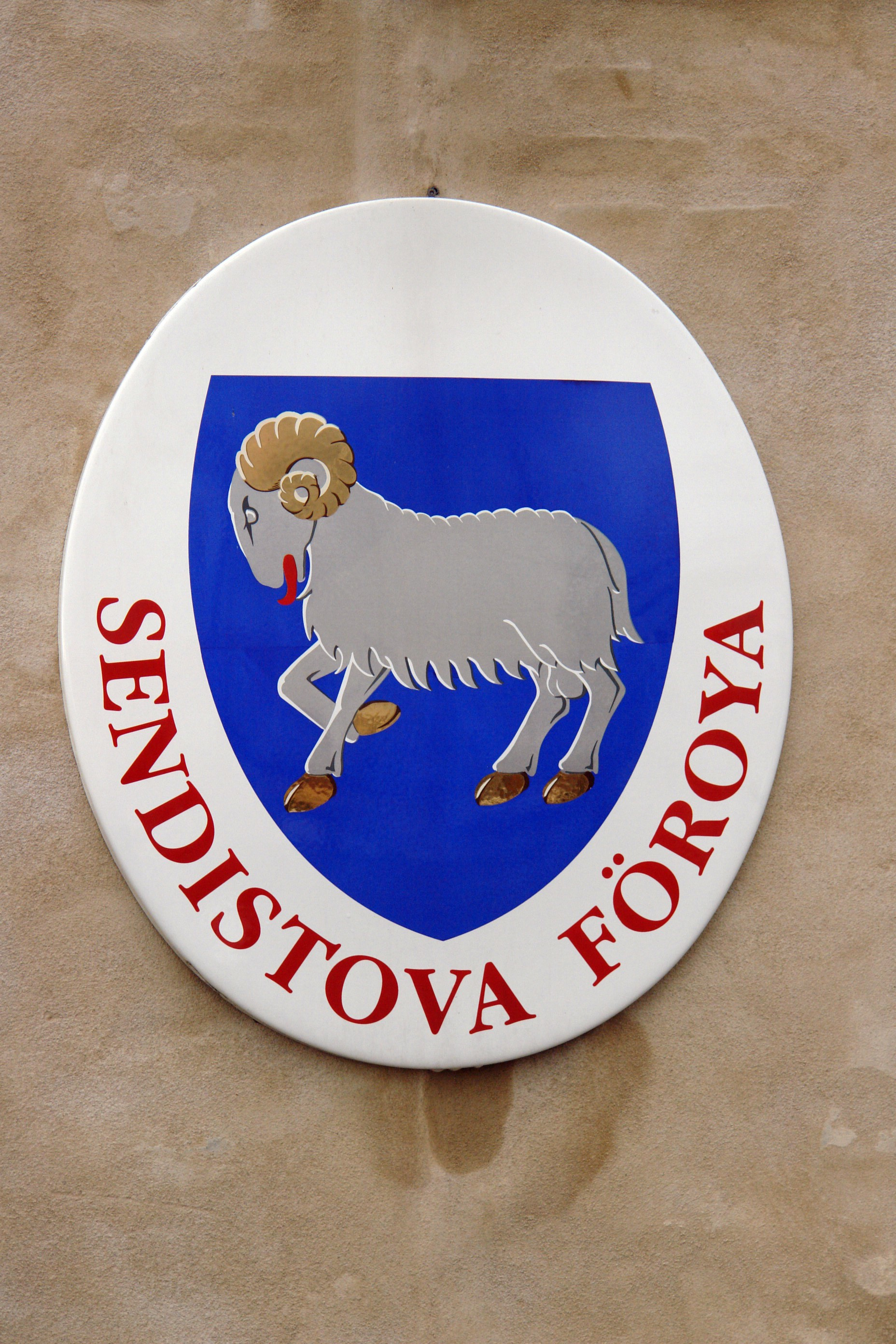

الدبلوماسية الموازية (بالإنجليزية: Paradiplomacy)‏ في العلاقات الدولية هي الدبلوماسية التي تعمل على المستوى دون الوطني أو على صعيد الحكومات الإقليمية دون تدخل الحكومة المركزية وذلك بهدف تعزيز مصالحها الخاصة. فالعولمة تدفع الجهات المحلية إلى التدخل بشكل متزايد في الشؤون السياسية الخارجية للبلد. والدبلوماسية الموازرية بصفة عامة هي الدبلوماسية غير الحكومية سواء كان فردية أو مؤسسية.